# 横浜ベイサイドマリーナ
横浜ベイサイドマリーナ（よこはまベイサイドマリーナ）は神奈川県横浜市金沢区にあるマリーナ。「よこはま・かなざわ海の駅」として、国土交通省より海の駅の登録を受けている。

## 概要
高度経済成長期の昭和30年代、海外からの木材輸入量の増加により新山下町にあった貯木場が手狭になったため、横浜市は金沢区鳥浜町の埋立地区への移転を計画。昭和49年（1974年）から金沢木材埠頭の供用が開始された。その後、原木を製材してから輸入する時代になると貯木場の利用は減り続けていった。
昭和62年（1987年）、「横浜港港湾計画」において金沢木材港の遊休化した貯木水面を利用した「金沢地区マリーナ計画」が決定。平成5年（1993年）より埋立て工事に着手し、横浜市やヤマハ発動機などの出資により「横浜ベイサイドマリーナ株式会社」が第三セクター方式で設立された。平成7年（1995年）には埋立て地の新町名を「白帆」と命名した。
開業は1996年4月1日。桟橋はAバース：6m ～ Sバース：44mクラス用の1,378区画の他、ビジターバースが約20隻分（10mクラス換算）あり、さらに給油施設や船舶メンテナンス施設を備える。また、船舶販売施設をヤマハ発動機が運営するレンタルボート施設「マリンクラブ・シースタイル」などがあり、アジア地域でも最大級の規模を誇るマリーナとして運営されている。
マリーナ関係者や利用者以外は係留施設への立ち入りは禁止されているが、護岸にはボードウォークやプロムナードが整備されており、停泊中の船舶を見ながら散策することができる。

## 沿革
「横浜ベイサイドマリーナ地区 開発の経緯」より
- 1987年（昭和62年）11月 「金沢地区マリーナ計画」決定
- 1992年（平成4年）12月 港湾計画一部変更、公有水面埋立免許出願
- 1993年（平成5年）8月 埋立工事着手
  - 11月10日 横浜ベイサイドマリーナ株式会社設立
- 1995年（平成7年）3月 埋立工事竣工、市街化区域編入、用途地域指定（準工業地域等）
  - 4月 基礎工事着手、マリーナ施設建設工事着手
  - 7月 新町名「白帆」決定
- 1996年（平成8年）4月 マリーナ施設第1期開業（1,148隻）
- 1997年（平成9年）1月 マリーナ関連事業用地第1期地区開発事業者決定（2018年3月まで定期借地）
  - 4月 「横浜ベイサイドマリーナ地区地区計画」決定
- 1998年（平成10年）3月〜 マリーナ関連事業用地第1期地区（A・B・C・D街区）順次オープン
  - 4月 マリーナ施設第2期一部開業（341隻）
- 2003年（平成15年）1月 マリーナ関連事業用地第2期地区開発事業者決定（土地売却）
- 2005年（平成17年）4月 マリーナ施設第2期一部開業（9隻）
- 2008年（平成20年）1月 マリーナ施設第2期一部開業（5隻）
- 2017年（平成29年）1月 マリーナ関連事業用地第1期地区開発事業者決定（土地売却）
- 2019年（令和元年）9月9日に関東地方を直撃した台風15号の高波の影響で、金沢区の福浦・幸浦地区では護岸の一部が決壊し、工場団地が大規模な浸水被害を受けた[6]。マリーナのある白帆地区も護岸のフェンス一部が折損した[7]。

## データ
かすみがうら市産業建設委員会視察報告書（平成30年）より
- 所在地：神奈川県横浜市金沢区白帆1

- 企業概要
  - 運営会社：横浜ベイサイドマリーナ（株）
  - 設立：1993年11月10日
  - 出資者：横浜市ほか14法人
  - 設立目的：市民の海洋性レクリエーションニーズへの対応・親水機会の提供。違法係留されている放置艇の受け皿
  - 事業内容：マリーナ施設の整備管理、モーターボート・ヨットなどの保管管理と修理、クラブハウスの経営

- 施設概要
  - 面積：水域27.9ヘクタール、陸域1.1ヘクタール
  - 整備隻数：1,378隻（海上係留）
  - 桟橋：係留桟橋18タイプ（A-S区画）、ビジター桟橋20隻、給油桟橋10隻
  - 施設：クラブハウス（センター、ウエスト、イースト）約2,700㎡、修理メンテナンスヤード約8,000㎡、サービスセンター・修理工場約600m、給油バース11機、駐車場
- 来場者数：オーナー等約4万隻16万人、ビジター約2,000隻、レンタル8隻体制約1,000回

## 交通アクセス

### 船舶
- 海からのアクセス。
  - ビジターバース（電話予約が必要）。

- 本牧(位置はマリーナの海側入口) - 地理院地図
- 横浜ベイサイドマリーナ - Google マップ

### 車
- 首都高速湾岸線「杉田出口」から国道357号経由、約1.5km
- 横浜横須賀道路「並木IC」から国道357号経由、約1.5km

### 公共交通
- 金沢シーサイドライン「鳥浜駅」より徒歩約5分
- JR新杉田駅より横浜交通開発バス<61系統>入国管理局前行きで「鳥浜町中央」バス停下車・徒歩約3分
- JR新杉田駅より横浜交通開発バス<117系統>三菱金沢工場前行き、又は横浜市営バス<294系統>（なぎさ団地循環）新杉田駅行きで「木材港入口」バス停下車・徒歩約5分

## イベント

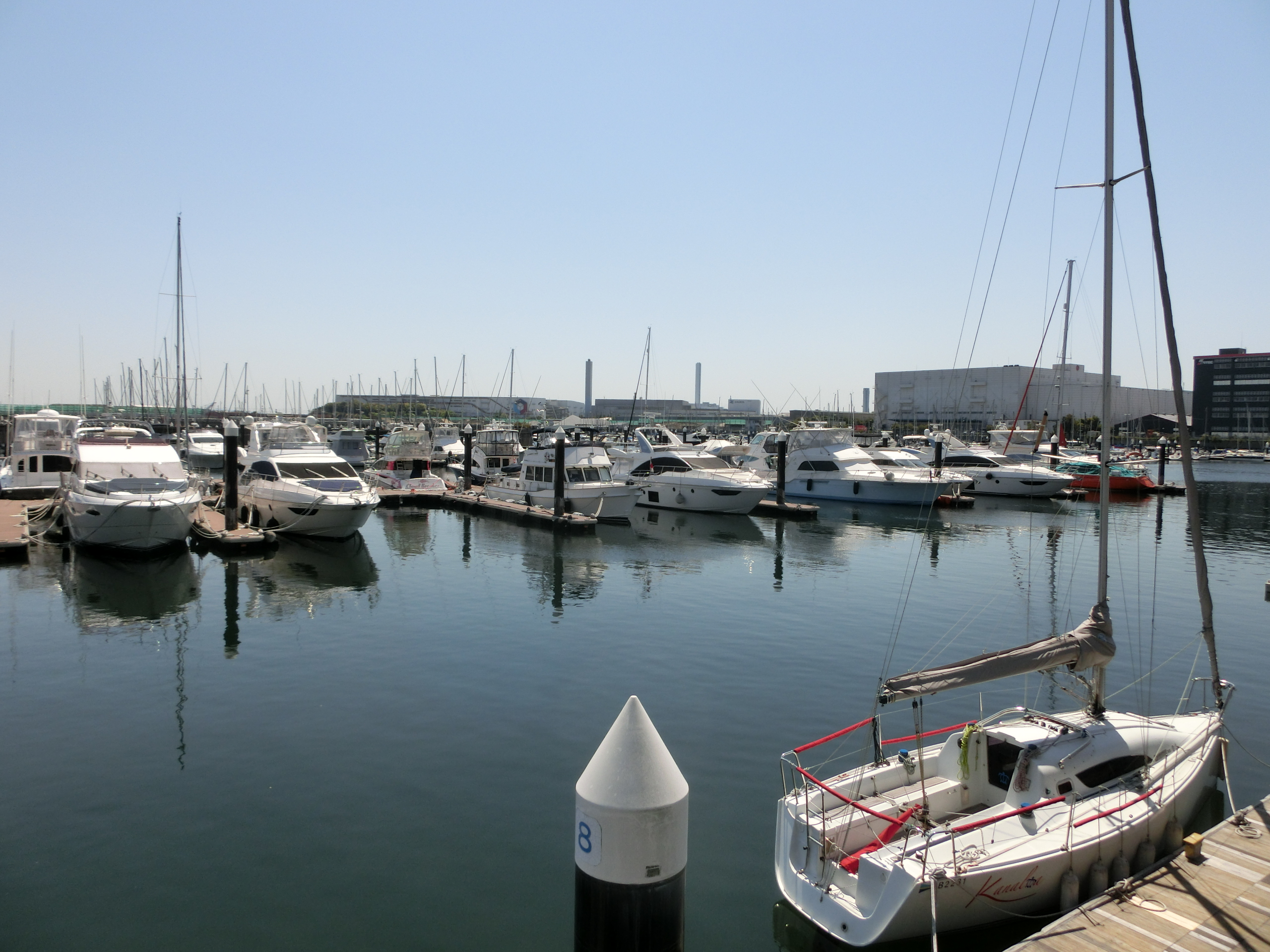
マリーナに停泊中の船舶

1998年より毎年10月に「横浜ベイサイドマリーナ オープンヨットレース（YBMオープンヨットレース）」を開催している。当港をホームポートとし、福浦沖海面（東京湾）にて競技を行う。当港や関東近郊のマリーナから100隻前後が参加する、日本最大級のヨットレースとなっている。
また、タレントのタモリが名誉会長を務める「タモリカップ」の横浜大会が開催されていた（2013年の第5回より2018年の最終回まで）。「日本一楽しいヨットレース」を謳い、180隻前後がエントリー、2,000人以上がパーティーに参加する人気イベントだった。
毎年夏には「もやい祭り」と呼ばれる、船を係留するもやいロープを供養する祭りが開催される。さまざまな出店やライブ、数百発の花火の打ち上げなどが行われ多くの観客を集めている。また年末には係留されているヨットやクルーザーにイルミネーションが灯される。2012年3月から「ジャパンインターナショナルボートショー」の第2会場となった。
この他、桟橋にて毎年9月下旬〜10月上旬頃、「横浜フローティングヨットショー」が開催されている。

## 周辺エリア

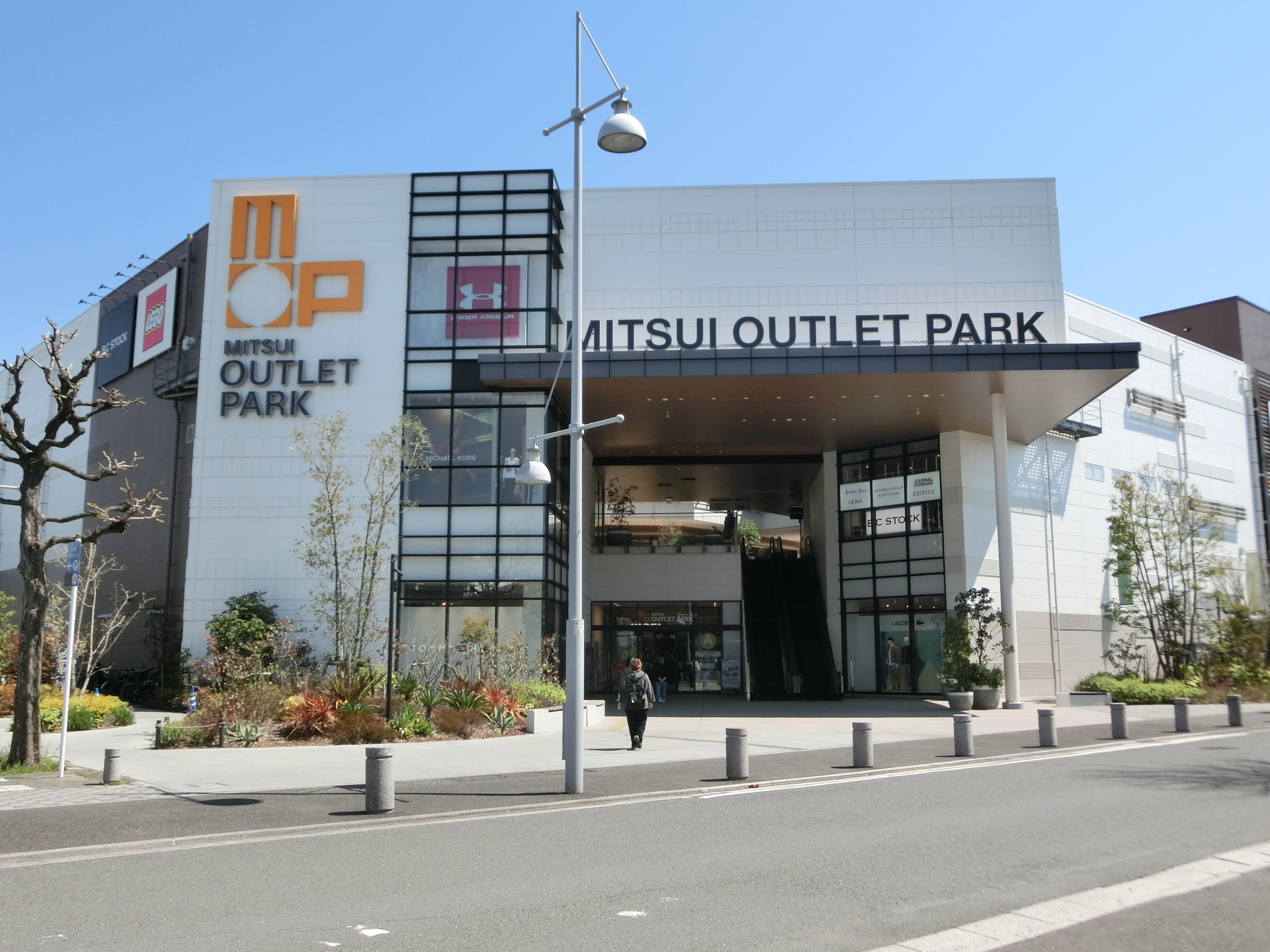
三井アウトレットパーク 横浜ベイサイド（リニューアル後）

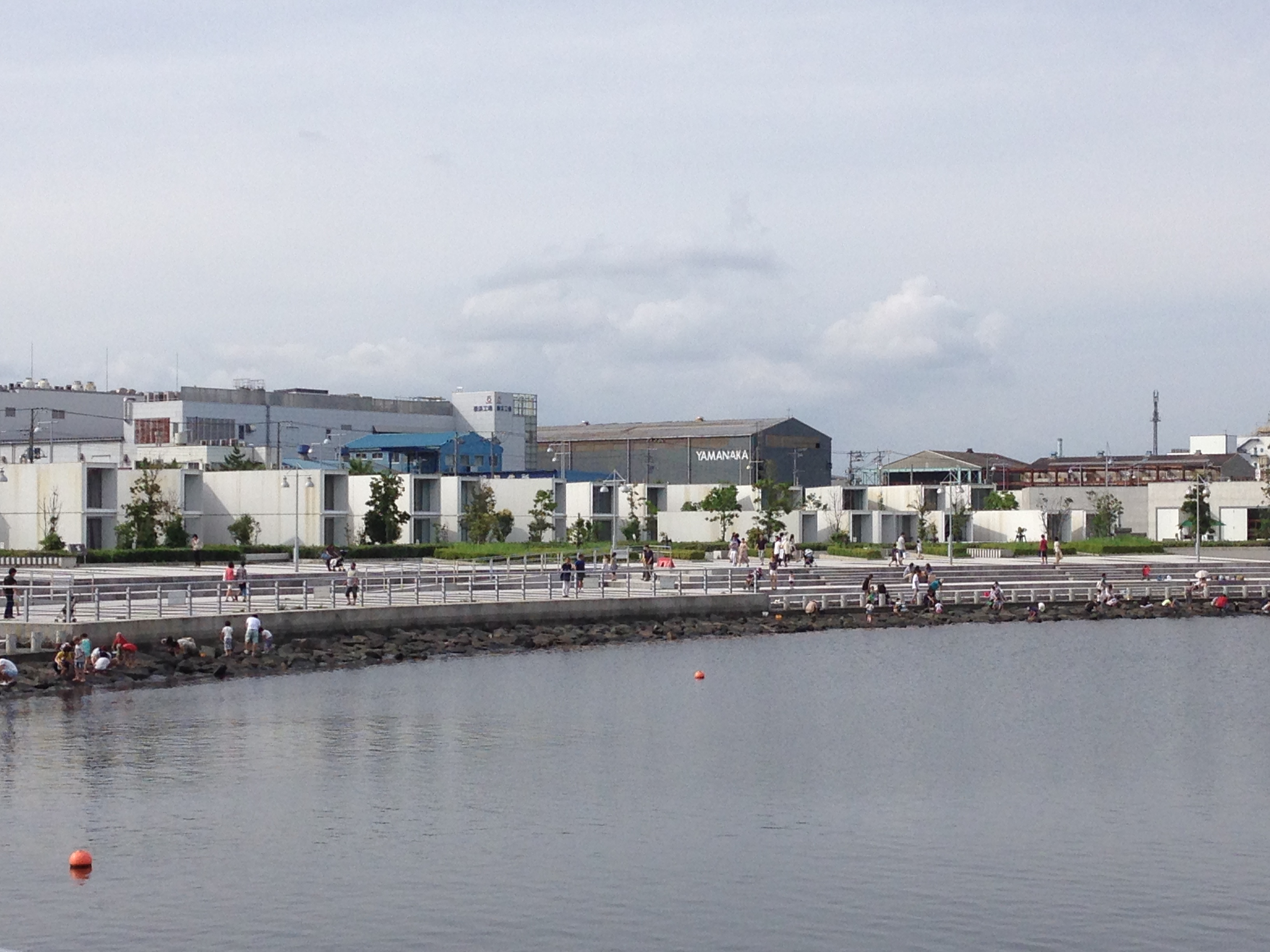
ベイサイドマリーナホテル横浜（2014年）

1993年に策定された横浜市の長期ビジョン「ゆめはま2010プラン」をもとに、マリーナに面する約14ヘクタールの埋立地に商業施設や宿泊施設を整備し、海洋性レクリエーション拠点地区とする「横浜ベイサイドマリーナ地区計画」が推進された。
南西側の第一期地区（A・B・C・D街区）は、公募により民間企業と事業用定期借地権設定契約が結ばれた。三井不動産がA・C・D街区を借り、1998年にアウトレットモール「横浜ベイサイドアリーナ ショップス&レストランツ」を開業した（2008年より三井アウトレットパーク 横浜ベイサイドに改称）。借地権契約が切れる2018年に三井不動産が約52億円で土地を購入し、アウトレットパークの建替え工事を行い、2020年にリニューアルオープンした。
北東側の第二期地区（E・F街区）は、2005年に横浜ベイサイドリゾートが約51億円で土地を購入し、宿泊・商業施設の整備計画を立てた。2009年にE街区に海運コンテナを利用したカジュアルホテル「ベイサイドマリーナホテル横浜」と立体駐車場がオープンした。しかし、計画されていた高級リゾートホテルと商業施設は着工に至らず、7棟の長期滞在型リゾートホテル（客室総数800室）を建設するプランに変更されたが、アウトレットパークの拡大リニューアルにつき三井不動産がE街区の土地を購入し、カジュアルホテルは閉鎖された。2020年にはファーストリテイリングがE街区にユニクロ/GUブランド共有の大型店「ユニクロパーク 横浜ベイサイド店」を開業した
第一期地区（5.9ヘクタール）
- A街区 - 三井アウトレットパーク 横浜ベイサイドCブロック（フードコート・フードマーケット）
- B街区 - 横浜ベイサイドマリーナプラザ、シーサイドピアビル、ヤマハマリンセンター横浜
- C街区 - 三井アウトレットパーク 横浜ベイサイドAブロック（アウトレットモール）
- D街区 - 三井アウトレットパーク 横浜ベイサイドBブロック（ショップ・立体駐車場）

第二期地区（5.3ヘクタール）
- E街区 - ユニクロパーク ベイサイド店、立体駐車場
- F街区 - 立体駐車場、大型バス駐車場